# Megachile rhododendri
Megachile rhododendri är en biart som beskrevs av Cockerell 1927. Megachile rhododendri ingår i släktet tapetserarbin, och familjen buksamlarbin. Inga underarter finns listade i Catalogue of Life.